# Земельний кодекс України (1992)
Земельний кодекс України 1992

Упродовж кількох місяців після того, як Україна стала суверенною державою, правові відносини, що стосувалися землеволодіння та землекористування, регулювалися нормами Земельного кодексу УРСР 1990 (див. Земельні кодекси УСРР–УРСР). Нову редакцію Земельного кодексу Верховна Рада України затвердила 13 березня 1992. Вона містила 118 статей, об'єднаних у 10 розділів: «Загальні положення», «Використання земель», «Охорона земель», «Відшкодування збитків власникам землі та землекористувачам і втрат сільськогосподарського та лісогосподарського виробництва», «Контроль за використанням і охороною земель та їх моніторинг», «Державний земельний кадастр», «Землеустрій», «Вирішення земельних спорів», «Відповідальність за порушення земельного законодавства», «Міжнародні договори».
Земельний фонд країни перестав бути виключною власністю держави. Згідно із З.к. У. 1992 земельні ділянки могли перебувати як у державній, так і в колективній та приватній власності. В ст. 4 кодексу міститься перелік земель, які не могли передаватися в колективну або приватну власність. Усі ін. землі могли бути приватизовані. Кодексом передбачалося, що суб'єктами приватної власності на землю могли бути лише громадяни України. Вони наділялися правом на одержання земельних ділянок у власність для:
- ведення селянського (фермерського) господарства;
- ведення особистого підсобного господарства;
- будівництва та обслуговування житлового будинку й господарських будівель (присадибна ділянка);
- садівництва;
- дачного та гаражного будівництва.

Надання земельних ділянок у приватну власність юридичнам особам З.к. У. 1992 не дозволяв. Юридичні особи могли отримувати земельні ділянки в постійне або тимчасове користування, а також в оренду на строк не більше 50 років. Громадяни та юридичні особи зобов'язані були використовувати надані їм у власність чи користування земельні ділянки за їх суто цільовим призначенням, яке визначається радами. Основні положення З.к. У. 1992 були деталізовані й конкретизовані ін. законодавчими земельно-правовими актами.